# リジェ・JS F3
リジェ・JS F3（Ligier JS F3）は、リジェ・オートモーティブが設計、開発、製造したフォーミュラカー。2018年にフォーミュラ・リージョナル規格に基づいて製造され、フォーミュラ・リージョナル・アメリカズ・チャンピオンシップで使用され、303 hp (226 kW) 発生するターボチャージャー付き直列4気筒のホンダ・K20Cを搭載し、改良版であるJS F3-S5000は、オーストラリアS5000選手権で使用され、560 hp (420 kW) 発生する自然吸気V8エンジンのフォード・コヨーテを搭載している。